# Parasemia geometrica
Parasemia geometrica är en fjärilsart som beskrevs av Augustus Radcliffe Grote 1865. Parasemia geometrica ingår i släktet Parasemia och familjen björnspinnare. Inga underarter finns listade i Catalogue of Life.